# 華特·彭迪安尼
華特·赫拉爾多·彭迪安尼·烏爾基薩（西班牙語：Walter Gerardo Pandiani Urquiza，1976年4月27日—），簡稱華特·彭迪安尼（西班牙語：Walter Pandiani），是一名烏拉圭足球員，現效力奧沙辛拿，司職前鋒。
他的綽號是來福槍，他以力量和空中能力著稱。

## 生平
彭迪安尼出生於烏拉圭首都蒙特維多，他在家鄉球會普羅格雷索展開其足球生涯，隨後先後效力過巴薩內斯和彭拿路。2000年，他加盟拉科魯尼亞，他是這隊加利西亞球隊最重要的進攻要素之一，他通常在後備入替時入球的（2003/04球季，他攻入了13球）。
彭迪安尼在外借至馬略卡期間表現出色，其後拉科魯尼亞於2005年1月將其外借至英超球會伯明翰，在這之前，時任領隊哈維爾·伊魯埃塔先後買入和賣出了數名球員。他在對修咸頓的賽事中首次代表伯明翰上陣並取得處子入球，他其後於2004/05球季再攻入3球，促使時任領隊史提夫·布魯士以300萬英鎊買入他。
然而，彭迪安尼並未能延續其以前的表現，2006年1月13日，他以100萬英鎊身價重返西班牙加盟愛斯賓奴。2006/07球季，他總共攻入7球並協助這隊加泰隆尼亞球隊打入2006/07球季歐協盃決賽。
2007/08球季，彭迪安尼轉投奧沙辛拿。他的加盟對這隊納瓦拉球會在隨後的賽事提供了不少幫助，尤其是在10月中旬時荷西·甘馬曹上任球會領隊後，彭迪安尼成為了球會的首席射手。

## 國際賽
儘管，彭迪安尼在西班牙的職業生涯頗為成功，然而，他代表烏拉圭只不過上陣了4場賽事。2001年3月28日，他在2002年世界盃外圍賽對巴拉圭的賽事中首次亮相，最終烏拉圭以0-1的比分不敵對手。

## 榮譽
- 彭拿路：
  - 烏拉圭甲組聯賽：1999

- 拉科魯尼亞：
  - 西班牙國王盃：2001/02
  - 西班牙超級盃：2002

- 馬略卡：
  - 西班牙國王盃：2002/03

- 愛斯賓奴：
  - 西班牙國王盃：2005/06
  - 歐協盃亞軍：2006/07

## 外部連結
- （西班牙文）Stats at Liga de Fútbol Profesional （页面存档备份，存于）
- （英文）BDFutbol profile （页面存档备份，存于）
- （西班牙文）National team data
- 足球数据库：華特·彭迪安尼的球员统计数据